# Palato mole
O palato macio (também conhecido como véu ou palato muscular) é, em mamíferos, o tecido mole que constitui a parte de trás do céu da boca. O palato macio é distinguido do palato duro na frente da boca, em que ela não contém osso.

## Estrutura
Os cinco músculos do palato mole, desempenham papéis importantes na deglutição e respiração. Os músculos são:
1. Tensor do palato do véu, que está envolvida na deglutição;
2. Palatoglosso, envolvidos na deglutição
3. Palatofaríngeo, envolvido na respiração
4. Levantador véu palatino, envolvidos na deglutição
5. Músculo da úvula, que se move a úvula

Estes músculos são inervados pelo nervo vago, com a exceção do tensor do véu palatino. O tensor do véu palatino é inervado pelo 5º par craniano, nervo trigémio, através do ramo para o tensor do véu palatino que nasce da sua divisão mandibular, nervo mandibular (V3).:1000